# Mosquito Lake
Mosquito Lake est une census-designated place dans le borough de Haines en Alaska aux États-Unis. Sa population était de 309 habitants en 2010.

## Situation - climat
Elle est située sur le bord du lac Mosquito, sur la rive sud-ouest de la rivière Chilkat, à 48 km au nord de Haines à proximité de la Haines Highway.
Les températures vont de 8 °C à 24 °C en été et de −11 °C à 2 °C en hiver.

## Histoire et activités
Son nom a été référencé pour la première fois par l'United States Geological Survey en 1952, elle était nommée Kuhnteah par les Chilkats. En 1951 une route a été construite pour rejoindre le lac afin d'y développer des activités de loisirs. Actuellement il existe un parc d'état avec quelques équipements de camping, et une école.

## Démographie
| 1990 | 2000 | 2010 | - | - | - |
| ---- | ---- | ---- | - | - | - |
| 80   | 221  | 309  | - | - | - |

## Sources et références
- (en) CIS

- (en) Cet article est partiellement ou en totalité issu de l’article de Wikipédia en anglais intitulé « Mosquito Lake, Alaska » (voir la liste des auteurs).

1. ↑  « Statistiques des États-Unis (Alaska) - Profils des communautés de 2010 » (consulté en octobre 2020)